# Psittacula exsul
Il parrocchetto di Newton (Psittacula exsul (Newton, 1872)) era un pappagallo endemico delle foreste dell'isola di Rodrigues, una dipendenza di Mauritius, nell'Oceano Indiano. Era lungo circa 40 cm ed era ricoperto da piume grigio ardesia, colore insolito per una specie del genere Psittacula, che comprende specie generalmente di colore verde.
Il nome specifico exsul, «esule», si riferisce al rifugiato François Leguat, che fornì la prima testimonianza del volatile. L'ultimo esemplare vivo venne avvistato nel 1875. Ne rimangono solamente due esemplari completi e varie ossa subfossili.

## Esemplari
Gli unici due esemplari completi, un maschio e una femmina, sono conservati entrambi al Museo dell'Università di Cambridge. La femmina venne spedita da Sir Edward Newton, un amministratore coloniale di Mauritius, al fratello Alfred Newton, che descrisse ufficialmente la specie nel 1872. Il maschio venne ucciso a fucilate dal signor Vandorous nel 1875; gli studiosi ritengono che sia un esemplare giovane, data la colorazione del becco e la mancanza di una macchia rossa sul dorso delle ali. Di questa specie rimangono anche molte ossa subfossili.

## Descrizione
Il parrocchetto di Newton era lungo 40 cm, metà dei quali costituiti dalle penne della coda. L'aspetto generale era molto simile a quello delle attuali specie del genere Psittacula ed era munito anche del caratteristico collare nero tipico del genere; tuttavia, si differenziava per il piumaggio azzurro ardesia, non verde. Gli esemplari conservati mostrano che la specie aveva le iridi gialle e la colorazione azzurro-grigio sulle superfici superiori più scura di quella sulle parti inferiori e che il maschio aveva una linea scura sulla faccia, meno pronunciata nella femmina, che andava dalla cera agli occhi. La femmina aveva la testa dai toni più grigi e un collare nero non così pronunciato come quello del maschio che non si estendeva fino al retro del collo. I primi viaggiatori riportarono che questi pappagalli avevano una macchia rossa sul dorso delle ali, caratteristica non presente in nessuno dei due esemplari completi sopravvissuti, il che ha fatto ipotizzare gli studiosi che il maschio sia un esemplare ricoperto da piumaggio giovanile. Dalle prime testimonianze sembra che esistessero anche uccelli verdi; tuttavia non si potrà mai determinare se vi fossero due forme dal colore diverso, se la colorazione verde fosse propria degli esemplari più giovani o se un tempo su Rodrigues fosse presente una piccola colonia di una specie simile di colore verde.

## Documentazione ed estinzione

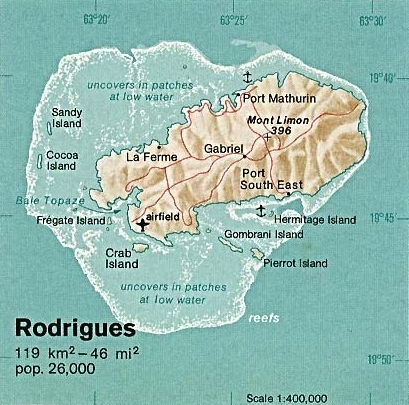
L'isola di Rodrigues nell'Oceano Indiano

Il pappagallo di Newton venne descritto per la prima volta da François Leguat, guida di un gruppo di otto ugonotti francesi che colonizzarono l'isola di Rodrigues dal 1691 al 1693. Egli scrisse che questo pappagallo era molto numeroso e che si nutriva soprattutto delle noci di un albero simile a un ulivo. Scrisse inoltre che era buono da mangiare e che era in grado di imitare la voce umana. Ad un esemplare fu insegnato a parlare francese e fiammingo (olandese). Leguat portò con sé questo esemplare a Mauritius quando riuscì finalmente a lasciare l'isola. Un'altra descrizione si trova anche nel rapporto Relation de l'Île Rodrigue, scritta dal viaggiatore Julien Tafforet nel 1726. In seguito ne parlò anche il matematico francese Alexandre Pingré, che raggiunse Rodrigues nel 1761 per osservare il transito di Venere. Egli notò che questo uccello era divenuto piuttosto raro.
La scomparsa della specie va attribuita soprattutto alla combinazione tra distruzione dell'habitat e caccia.